# 艾仙度·沙杜尼
艾仙度·沙杜尼（英語：Alcindo Sartori，1967年10月21日—），巴西职业足球运动员，现已退役。
他自小在法林明高預備隊踢球，並於1986年在頂級隊亮相。他曾與薛高一起踢球，他亦是巴西U20參加了1987年世青賽成員，他共4場比賽，攻入2球。
艾仙度曾效力於巴甲球會法林明高及聖保羅。
1993年，他到日本加盟了鹿島鹿角，並與薛高為球隊起了關鍵作用，在鹿島鹿角上陣82場攻入55球，並贏得J聯賽冠軍。

## 家庭
其兒子伊高·沙杜尼現為香港超級聯賽球隊傑志的前鋒球員，並在2018-19年度為和富大埔效力期間奪得聯賽冠軍,前成為當季香港足球先生